# Peabody Museum of Natural History

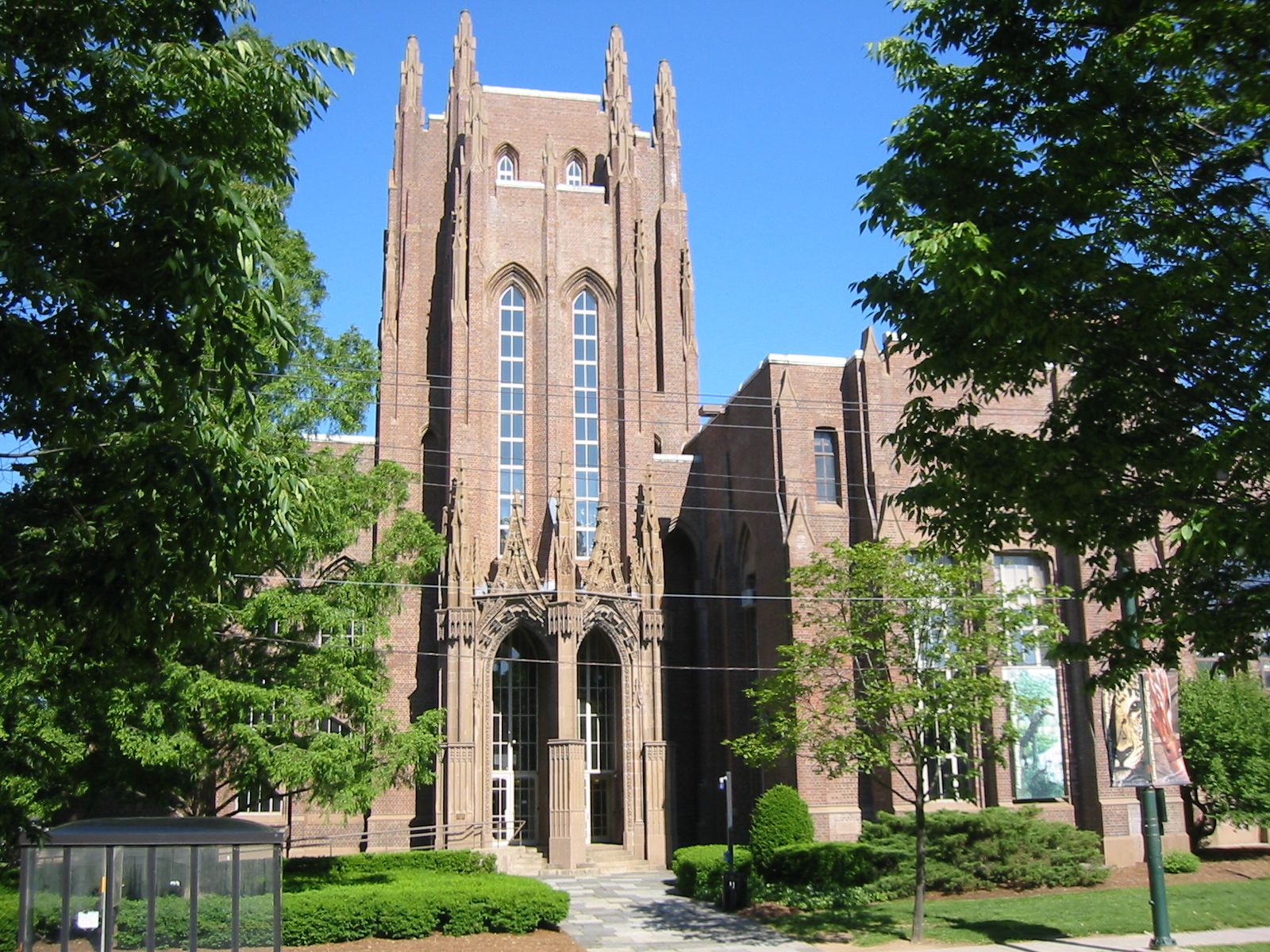
Het gebouw uit 1925

Het Peabody Museum of Natural History aan de Yale University is een van de oudste, grootste en meest productieve universitaire natuurhistorische musea ter wereld. Het werd opgericht door de filantroop George Peabody in 1866 in opdracht van zijn neef Othniel Charles Marsh, een van de eerste professionele Amerikaanse paleontologen. Het meest bekend bij het publiek vanwege zijn Great Hall of Dinosaurs, die een opgezette juveniele Brontosaurus en het vierendertig meter lange schilderij The Age of Reptiles omvat, heeft het ook permanente tentoonstellingen gewijd aan de evolutie van mens en zoogdier, diorama's voor dieren in het wild, Egyptische artefacten en de vogels, mineralen en indianen van Connecticut.

## Beschrijving

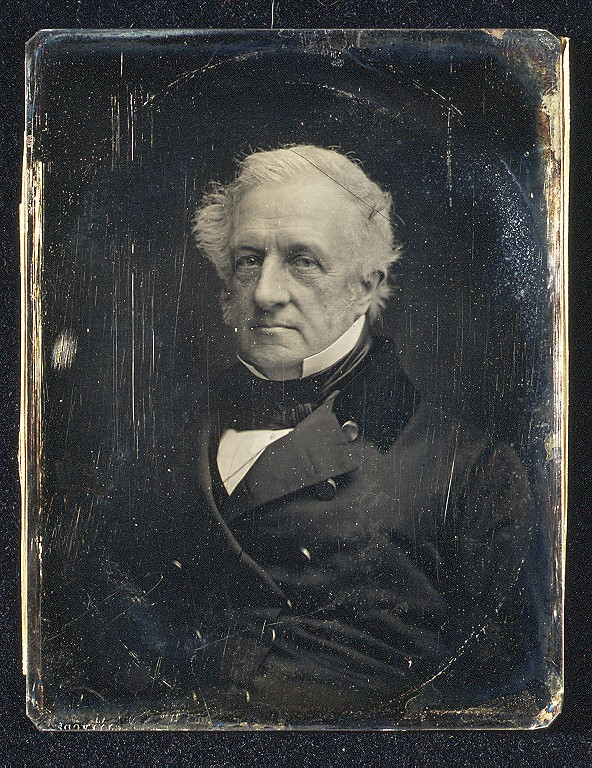
George Paebody

Het Peabody Museum bevindt zich op 170 Whitney Avenue in New Haven (Connecticut), Verenigde Staten, en wordt beheerd door bijna honderd medewerkers. Nadat het oorspronkelijke gebouw in 1917 was gesloopt, verhuisde het museum in 1925 naar de huidige locatie en is sindsdien uitgebreid om het Peabody Museum, het aangrenzende Kline Geology Laboratory en het Class of 1954 Environmental Sciences Center te huisvesten. Het instituut omvat ook delen van drie extra gebouwen en een veldstation bij de Long Island Sound. Het museum bezit ook Horse Island op de Thimble-eilanden, dat niet voor het publiek is geopend, maar wordt gebruikt voor experimenten. Het Class of 1954 Environmental Science Center, voltooid in 2001 en verbonden met het museum en het aangrenzende Kline Geology Laboratory, herbergt ongeveer de helft van de dertien miljoen specimina van het museum.
Op 28 augustus 2018 kondigde Yale University een bijdrage van $ 160 miljoen aan door Edward P. Bass '67 aan de renovatie van het museum. De historische overeenkomst behoort tot de meest genereuze geschenken aan Yale en is de grootste bekende gift dat ooit is gedaan aan een natuurhistorisch museum in de Verenigde Staten. Met de bijdrage van Bass wordt de vernieuwing en uitbreiding van het befaamde museum gefinancierd. De volledige reikwijdte en tijdlijn voor de renovatie zijn nog in ontwikkeling, maar de galerijen waren gepland om open te zijn tot 30 juni 2020 (de Great Hall of Dinosaurs was open tot 1 januari 2020), maar moesten in maart sluiten vanwege COVID -19 en werden niet heropend vóór 1 juli 2020. Fondsenwerving voor het project is aan de gang. Yale heeft aangekondigd dat de toegang gratis is zodra de bouw is voltooid.
Het Peabody heeft verschillende collecties van wereldbelang. Misschien wel de meest opvallende zijn de paleontologische verzamelingen van gewervelde dieren, een van de grootste, meest uitgebreide en historisch belangrijkste fossielenverzamelingen in de Verenigde Staten bijeengebracht door de achtereenvolgende conservatoren Othniel Charles Marsh, Richard Swann Lull, George Gaylord Simpson, John Ostrom, Elisabeth Vrba en Jacques Gauthier en de Hiram Bingham-collectie van Inca-artefacten uit Machu Picchu, genoemd naar de beroemde Yale-archeoloog die deze Peruaanse ruïne herontdekte. Ook opmerkelijk zijn de uitgebreide ornithologiecollectie, een van de grootste en meest taxonomisch inclusieve ter wereld, en de bijbehorende William Robertson Coe Ornithology Library, een van de beste in de Verenigde Staten. De collectie van ongewervelde zeedieren is bovendien uitgebreid, omdat ze hebben geprofiteerd van het werk van zulke productieve zoölogen op het gebied der ongewervelden als Addison Emery Verrill. Het Yale Herbarium maakt deel uit van het Peabody Museum.

De bronzen torosaurus

Facultaire conservatoren voor de collecties zijn afkomstig van Yale's afdelingen Ecologie en Evolutionaire Biologie, Geologie, Geofysica en Antropologie. Omdat deze afdelingen een sterke traditie hebben om docenten in dienst te nemen die op collecties gebaseerd onderzoek zullen uitvoeren, vooral na de hernieuwde steun voor organismale biologie aan Yale onder president Richard Charles Levin en in het bijzonder voormalig provoost Alison Richard, worden bijna alle collecties ingezet voor actief intern onderzoek wat ze continu aanzienlijk in omvang doet toenemen.

## Torosaurus
Het museum heeft de eerste reconstructie op ware grootte van een Torosaurus op Whitney Avenue naast de ingang neergezet. Dit drie meter hoog, zeven meter lang, en 3,33 ton zwaar beeld werd eerst geboetseerd in klei en daarna gegoten in brons, en op een vier meter hoge granieten basis geplaatst. De reconstructie wordt realistischer door een huid gebaseerd op gefossiliseerde afdrukken achtergelaten door een Chasmosaurus, een nauw verwante ceratopide.

## Exposities

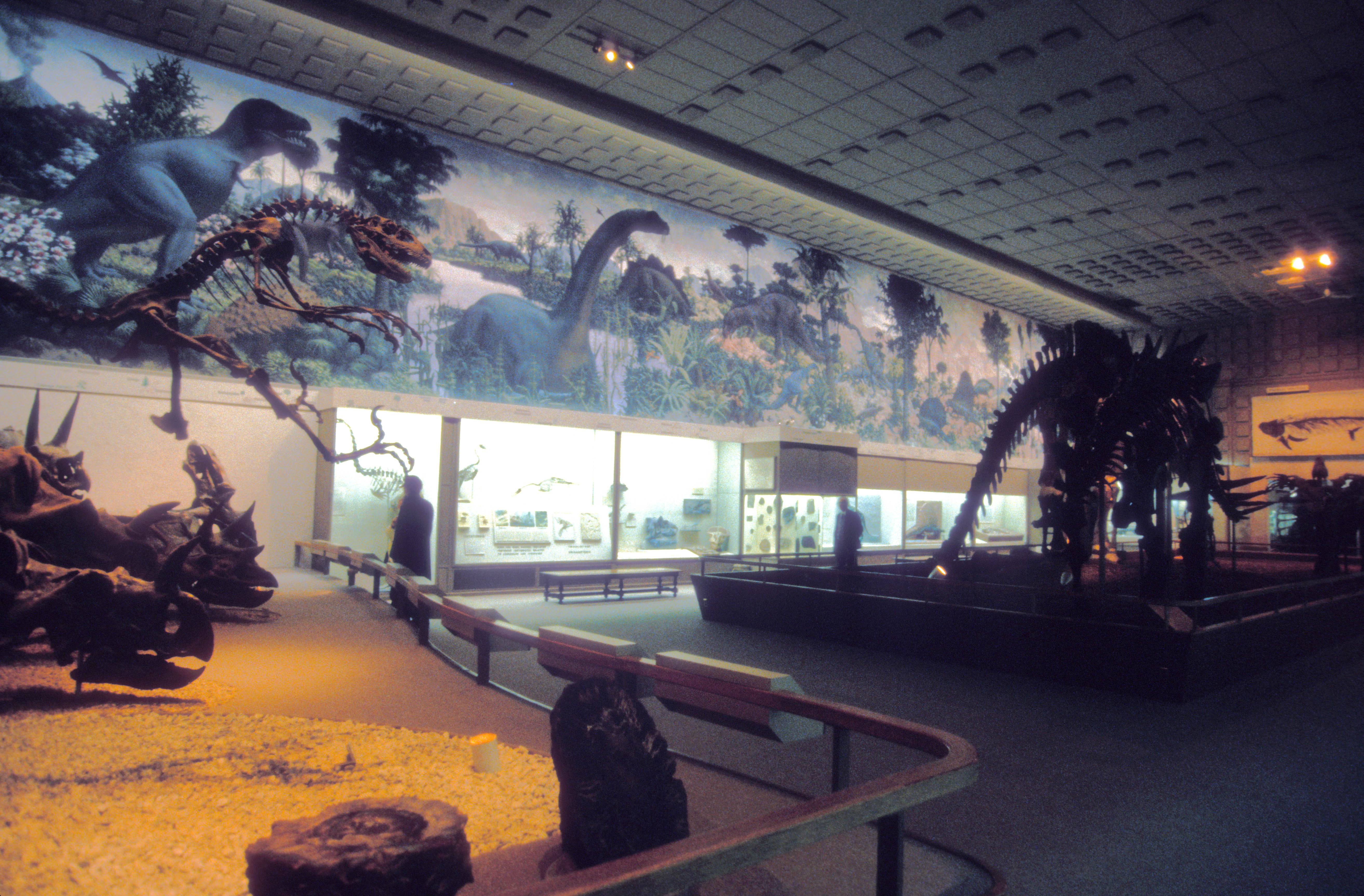
De Great Hall of Dinosaurs tot 2007, met links bovenaan het schilderij door Zallinger

De permanente tentoonstellingen vóór de renovatie omvatten:
- De Great Hall of Dinosaurs (deze tentoonstelling zal na renovatie dezelfde plaats innemen terwijl het beschilderde canvas op de muur gehandhaafd blijft) met onder andere het skelet van een brontosaurus.

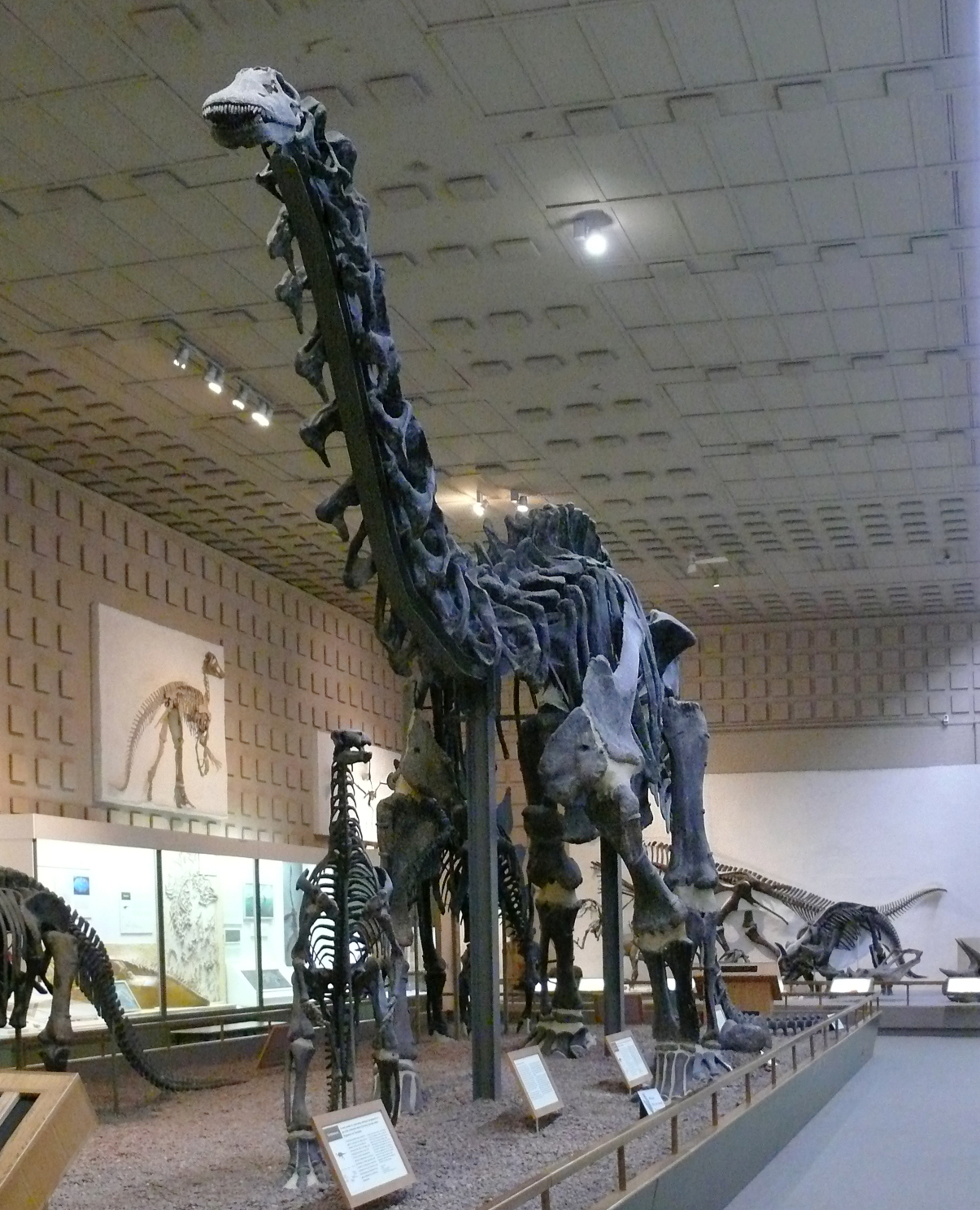
Het holotype van Brontosaurus excelsus

- De Age of Reptiles Mural is een vierendertig meter lange afbeelding van dinosauriërs in hun natuurlijke habitat, door de tijd heen. Het is geschilderd door Rudolph F. Zallinger en bevindt zich in de Great Hall of Dinosaurs. Het is overigens geen echte muurschildering maar een enorm olieverfschilderij op doek dat een bovenste wand bedekte.
- Fossil Fragments: The Riddle of Human Origins is een nieuwe tentoonstelling gewijd aan de menselijke evolutie.

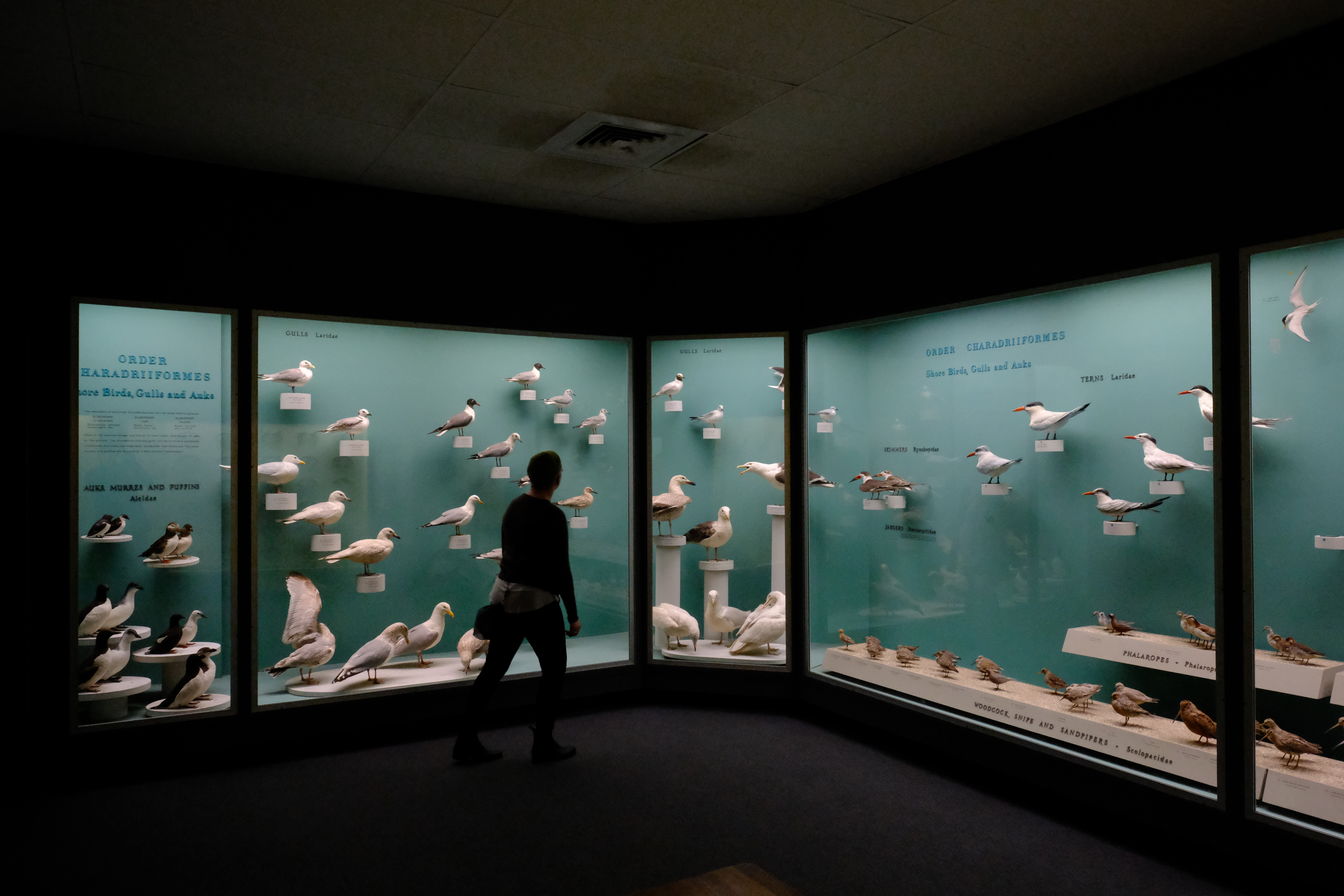
Birds of Connecticut Hall

- De Birds of Connecticut Hall omvat zevenhonderdtweeëntwintig exemplaren, en vertegenwoordigt meer dan driehonderd van de driehonderdtweeëntachtig gedocumenteerde soorten in de staat Connecticut.
- Er zijn elf diorama's over de planten- en gewervelde ecologie van Connecticut. Ze zijn ontworpen door James Perry Wilson, F. Lee Jaques en Ralph C. Morrill.
- De Hall of Mammalian Evolution. Hier ziet u de 'muurschildering' The Age of Mammals, ook geschilderd door Rudolph F. Zallinger.
- Een uitgebreide collectie mineralen, voornamelijk uit Connecticut.
- Native American artefacten uit Connecticut.
- De hal van oude Egyptische artefacten.

## Personeel
Vanaf 2021 is de directeur van het Peabody Museum David Skelly, conservator gewervelde zoölogie en hoogleraar ecologie bij de afdeling Ecology & Evolutionary Biology en de School of Forestry and Environmental Studies.
Het Peabody Museum heeft conservatoren die antropologie, botanie, entomologie, ongewervelde zoölogie, ongewervelde paleontologie, gewervelde zoölogie (met individuele curatoren voor herpetologie, ichtyologie, zoogdierkunde en ornithologie), paleobotanie, gewervelde paleontologie, mineralogie en meteoritiek en historische wetenschappelijke instrumenten vertegenwoordigen.
Er zijn bijna honderd fulltime en parttime medewerkers, waaronder conservatoren, assistent-conservatoren, curatores emeriti, conservatoriële ondergeschikten, en vrijwilligers. Conservatoren en assistent-conservatoren zijn ook faculteitsleden in gerelateerde afdelingen van Yale University.

## Geschiedenis

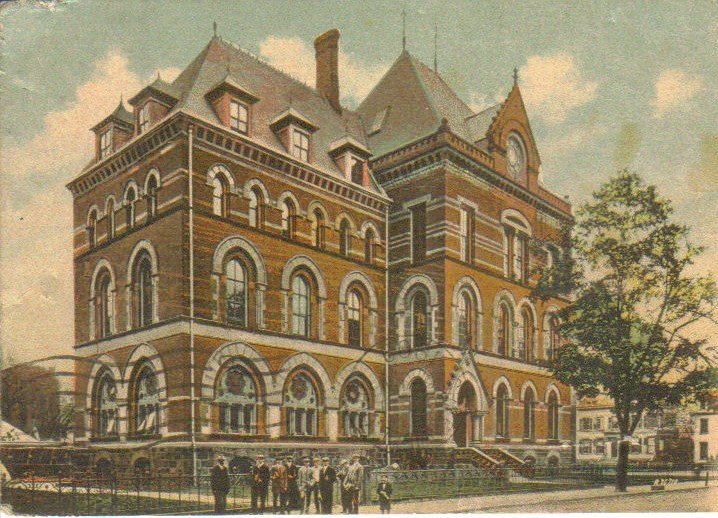
Het oorspronkelijke gebouw

Othniel Charles Marsh was een student en later hoogleraar paleontologie aan de Yale University. Zijn opleiding werd betaald door zijn rijke oom George Peabody, die aan het eind van zijn leven een groot deel van zijn opgebouwde rijkdom begon te schenken aan verschillende onderwijsinstellingen. Marsh en zijn teams ontdekten tientallen nieuwe geslachten van dinosauriërs en andere fossiele dieren, waaronder Triceratops, Brontosaurus en Hesperornis. Op verzoek van Marsh, en om enkele van zijn ontdekkingen te huisvesten, richtte Peabody in 1866 Yale's Museum of Natural History op met een gift van $ 150 000.

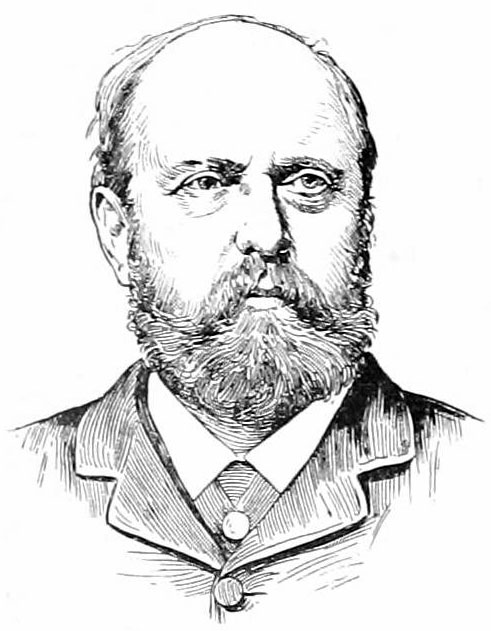
Marsh liet zijn oom het museum financieren

De collectie van Yale bestond destijds voornamelijk uit mineralen, verzameld door de geoloog en mineraloog Benjamin Silliman. Marsh was een van de eerste drie conservatoren van het museum en toen Peabody in 1869 overleed, gebruikte hij zijn erfenis om expedities te financieren die de collecties van het museum enorm vergrootten. Zijn voornaamste interesse ging uit naar dinosauriërs en tijdens de beruchte periode in de paleontologische geschiedenis die bekend staat als de Bone Wars, ontdekte hij zesenvijftig nieuwe soorten dinosauriërs en voerde hij letterlijk tonnen fossielen aan uit het Amerikaanse Wilde Westen. Zijn vondsten omvatten ook fossielen van gewervelde en ongewervelde dieren, sporen van prehistorische dieren en archeologische en etnologische artefacten.
Het museum werd officieel geopend voor het publiek in 1876. In 1917 werd het gesloopt en vervangen door de slaapzaal Harkness Memorial Quadrangle. Vanwege de Eerste Wereldoorlog werden de meeste collecties opgeslagen tot december 1925, toen het huidige gebouw werd ingewijd onder Lull. Het nieuwe gebouw had een grote hal met twee verdiepingen die speciaal was ontworpen om de dinosauriërs van Marsh te huisvesten.
Enkele andere belangrijke gebeurtenissen zijn:
- In 1930, schenking van de Harry Payne Bingham Oceanographic Collection, waaronder het werk van kunstenaar Wilfrid Swancourt Bronson.
- In 1931 was de montage van Marsh' Brontosaurus voltooid, na zes jaar werk.
- In 1947 voltooide Rudolph F. Zallinger het schilderen van dinosauriërs in hun natuurlijke habitat in zijn vierendertig meter lange schildering The Age of Reptiles, na 3,5 jaar werk.
- In 1959 werd Bingham Laboratory voltooid.
- In 1963 werd Kline Geology Laboratory voltooid.
- In 1972 werd de Birds of Connecticut Hall geopend.
- 1985 - Het museum verwierf de exemplaren van de Princeton University na de stopzetting van het paleontologieprogramma aldaar.
- In 2001 werd het interdisciplinaire Class of 1954 Environmental Science Center gebouwd op de plaats van het voormalige Bingham Laboratory. Het herbergt collectieruimte voor het museum en laboratoriumruimte voor verschillende conservatoren.
- In 2005 onthulde het Peabody zijn levensgrote bronzen sculptuur van zeshonderdvijftig centimeter lengte van Torosaurus - een van de beroemde dinosauriërontdekkingen door O.C. Marsh en John Bell Hatcher. Het beeldhouwwerk van 7.350 pond staat op een dertien-voets, zeventig-tons basis van Stony Creek-graniet.
- In 2018 kondigde het Peabody een gift van $ 160 miljoen aan voor een grondige renovatie die zijn onderzoekscapaciteiten, onderwijs- en verzamelcentra en zijn tentoonstellingsgalerijen aanzienlijk zal uitbreiden.
- In 2020 sloot wegens de pandemie de grote zaal in het begin van het jaar, en de rest van het museum in maart, en in december werden veel objecten naar de campus van West Haven vervoerd.

## Populaire cultuur
Het museum was te zien in de aflevering Burns, Baby Burns van The Simpsons. In de aflevering heeft Mr. Burns een relatie gehad met Lily Bancroft en een onwettige zoon voortgebracht (ingesproken door Rodney Dangerfield). Hij flitst terug naar 1939 voor de reünie van zijn 25e afstudeerklas. Ze bedrijven de liefde in het museum, met name in een tentoonstelling met Inuit en pinguïns.